# Mississippi Masala
Mississippi Masala è un film del 1991 diretto da Mira Nair.

## Trama
Il film, ambientato a Greenwood, Mississippi, tratta la tematica antirazzista dell'amore che nasce tra Demetrius Williams, un afroamericano, e Mina, una ragazza indiana, nata nell'Uganda del dittatore Idi Amin Dada e scappata con la sua famiglia in seguito all'espulsione degli asiatici dall'Uganda.

## Riconoscimenti
- Independent Spirit Awards 1993: nomination per miglior film